# Massacre de Ciaculli
Le massacre de Ciaculli est un attentat à la voiture piégée de la mafia sicilienne qui a eu lieu le 30 juin 1963 dans le hameau de Ciaculli en banlieue de Palerme.

## Contexte et déroulement
Le 30 juin 1963, à Ciaculli, un faubourg de Palerme, une voiture piégée explose alors que les forces de l’ordre tentent de désamorcer l’engin après un appel anonyme. Michele Cavataio et Angelo La Barbera commandite l'assassinat de Salvatore Greco après qu'il eut enlevé et tué Salvatore Barbera, patron de la famille palermitaine de l'Acquasanta. L'explosion de la bombe, placée dans une Alfa Romeo, tue sept membres des forces de l’ordre, parmi eux des carabiniers et des soldats.
Cet événement marque la fin de la première guerre de la mafia, un conflit sanglant entre clans rivaux pour le contrôle du trafic illégal à Palerme. En réaction, l'État italien lance une vaste offensive contre la mafia : près de 1 200 mafieux sont arrêtés, la Commission de la mafia est dissoute, et une Commission parlementaire antimafia se réunit pour la première fois le 6 juillet 1963.
L’enquête désigne Michele Cavataio, chef mafieux du quartier Acquasanta, comme l'un des principaux responsables de l’attentat. Il est abattu en 1969 lors du Massacre de Viale Lazio, une vengeance orchestrée par d'autres familles mafieuses.

## Victimes
Les sept victimes du massacre sont Mario Malausa, Silvio Corrao, Calogero Vaccaro, Eugenio Altomare et Mario Farbelli des Carabinieri, ainsi que Pasquale Nuccio et Giorgio Ciacci de l'Armée italienne.